# Меринг, Фридрих Фридрихович
Фри́дрих Фри́дрихович (Фёдор Фёдорович) Ме́ринг (26 февраля [10 марта] 1822 года — 19 [31] октября 1887 года) — один из наиболее выдающихся и популярных киевских врачей, заслуженный профессор Киевского университета, владелец известной усадьбы Меринга в центре Киева.

## Биография
Родился в г. Дона (Саксония) в семье врача. В 1840 году окончил гимназию в Дрездене, после чего поступил в Дрезденскую медицинскую академию. С 1841 года учился в Лейпцигском университете, окончил его в 1845 и получил звание доктора медицины и хирургии, а также диплом акушера. В конце того же года отбыл в Российскую империю, куда был приглашен в имение дочери графа Михаила Сперанского — Буромку Полтавской губернии, чтобы возглавить больницу на 50 коек, основанную графом. Перед поступлением на должность подтвердил свою квалификацию на испытаниях при Киевском университете Св. Владимира. Проработав около двух лет в больнице, занялся частной практикой. В 1849—1851 годах служил в госпитале в Петербурге. Затем выдержал в Дерпте экзамен на российское звание доктора медицины и по предложению Николая Пирогова участвовал в конкурсе на замещение профессорской кафедры в Киевском университете. Принял русское подданство. В 1855 году возглавил в Киевском университете клинику госпитальной терапии, а в 1857 получил там назначение на должность профессора частной патологии и терапии. В 1856 году совместно с коллегой по университету Сергеем Алферьевым боролся против тифозной эпидемии в действующей армии. С 1865 года руководил факультетской терапевтической клиникой. Тайный советник с 1881 года. Заслуженный профессор (1878), почетный член университета (1887).
У Фридриха Меринга была в Киеве обширная частная практика среди состоятельных пациентов. Он располагал крупными средствами, приобрел значительную недвижимость. Некоторые недоброжелательные современники обвиняли профессора в стяжательстве, считали его «ловким дельцом, надевшим личину профессора» Но имеются свидетельства о его человеколюбии и отзывчивости:

Будучи от природы человеком редкой доброты, Ф. Ф. был для всех одинаково доступен, всегда готовый прийти на помощь. На больных Ф. Ф. производил чарующее впечатление своей мягкостью и задушевностью и пользовался их безусловным доверием; он был другом больных, умел утешать, успокаивать, давать надежды, что всегда вызывало благодарность окружающих. Сказать, что Ф. Ф. пользовался громадными симпатиями у киевлян — будет недостаточно, киевляне боготворили его.
Профессор Меринг скончался после продолжительной болезни 19 (31) октября 1887 года. Об исключительной популярности Меринга среди киевлян свидетельствовала многотысячная погребальная процессия. В ней, кроме лютеранского пастора, от имени своих единоверцев участвовали православный священник и еврейский раввин. Был похоронен на кладбище «Аскольдова могила» (надгробие не сохранилось).

## Научные труды
- Отчет о тифозной эпидемии во время Крымской войны (совместно с С. П. Алферьевым). Был опубликован в «Военно-медицинском журнале» (Санкт-Петербург) в 1856, 1857, 1859 годах.
- Лекции по гигиене. Печатались в журнале «Современная медицина» (Киев) в 1863—1865 годах.

## Награды
Фридрих Меринг был удостоен орденов различных степеней Св. Владимира (до 2-й степени), Св. Анны (до 1-й степени), Св. Станислава (до 1-й степени). Был также награждён медалью в память Крымской войны.

## Усадьба Меринга

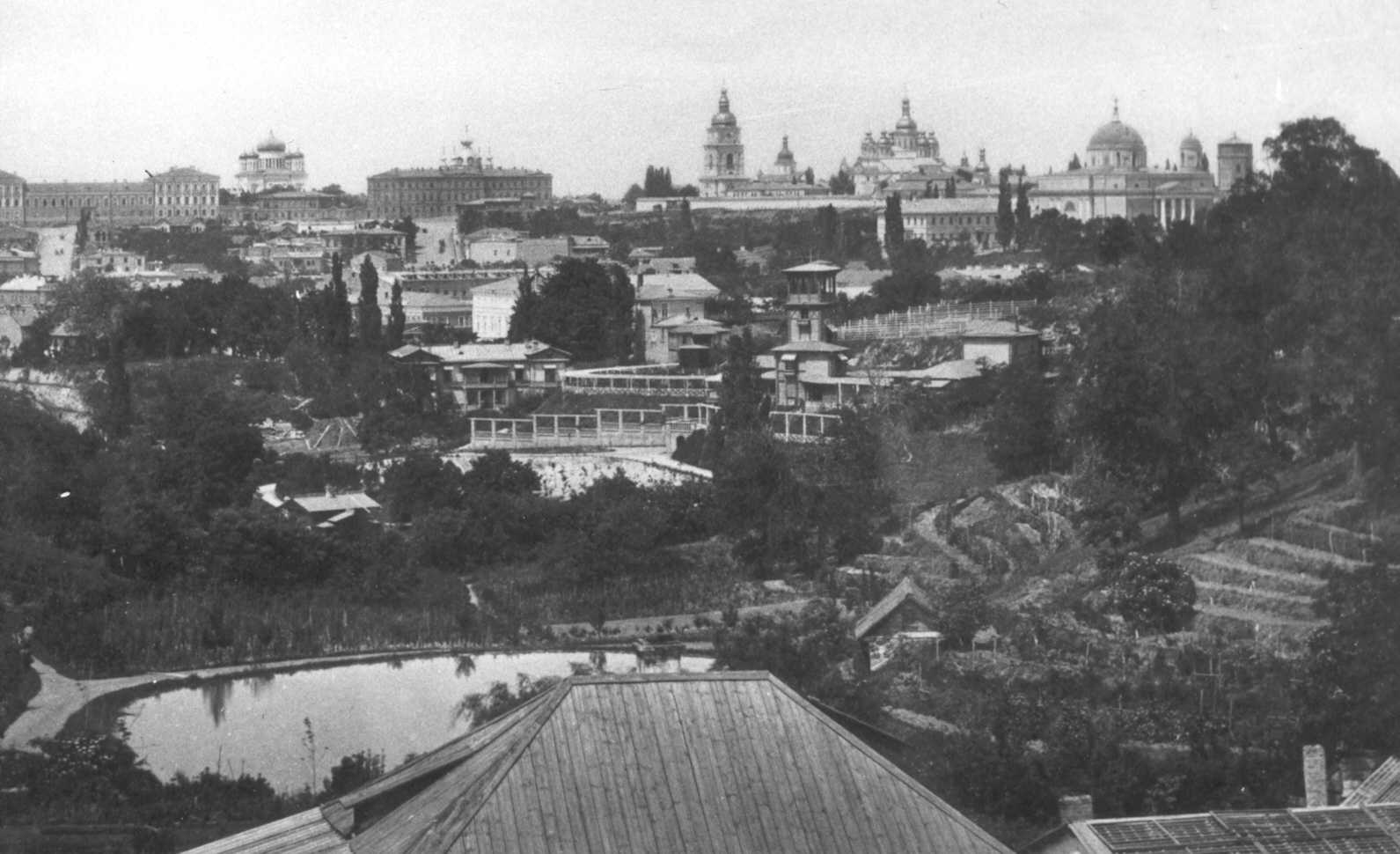
На первом плане — постройки, пруд и сад в усадьбе Меринга. Фото 1870-х гг.

Приобретая земельные участки в Киеве, Меринг оказался владельцем обширной усадьбы в самом центре города. Она занимала пространство свыше 10,5 га между улицами Крещатик, Институтской, Банковой и Лютеранской. Вблизи Крещатика здесь имелись доходные дома, но основная часть территории усадьбы представляла собой патриархальное имение с прудом, купальней, садом, огородом и т. п. «Мерингов сад» был хорошо знаком киевлянам; на пруду холодными зимами устраивали общественный каток.
После смерти Фридриха Меринга его наследники решили реализовать усадьбу под застройку. Она была продана за 1,8 миллиона рублей созданному в 1895 году Акционерному обществу киевского домостроения (Домостроительному обществу). Председателем правления общества стал сын профессора Михаил Меринг, директором распорядителем — архитектор Г. П. Шлейфер. Последний подготовил проект нового распланирования усадьбы с устройством на ней четырёх улиц и площади и организацией многочисленных участков, распроданных для нового доходного строительства. Пруд был засыпан, сад вырублен. Во второй половине 1890-х годов велась активная застройка усадьбы Меринга с формированием новых улиц — Николаевской (теперь Архитектора Городецкого), Меринговской (Заньковецкой), Ольгинской, Новой (Станиславского), а также Николаевской площади (Ивана Франко).

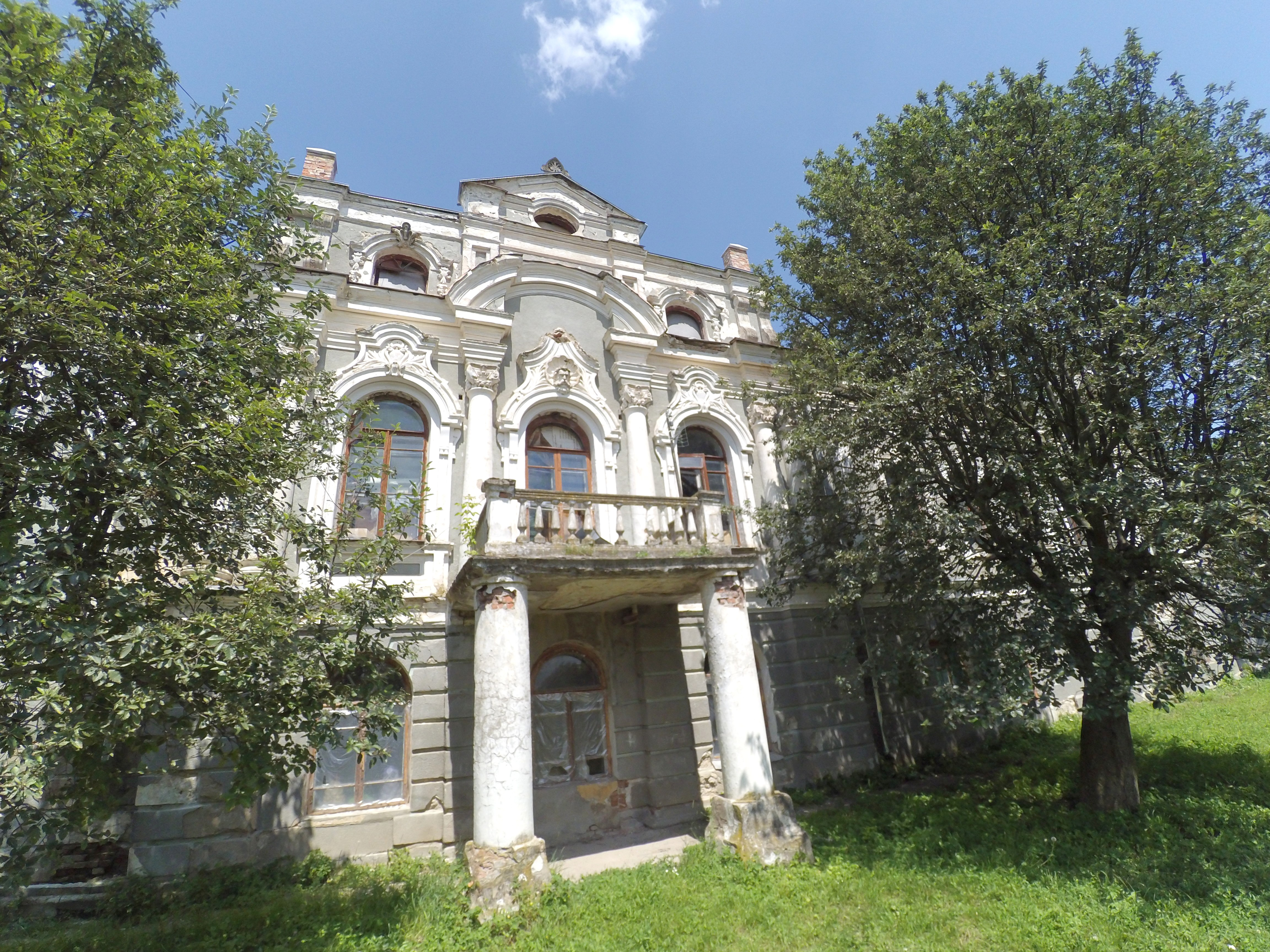
Дворец сына Ф.Ф. Меринга в селе Старая Прилука

В результате начавшегося в 1901 году кризиса и авантюристических комбинаций с активами, затеянных Михаилом Мерингом, Домостроительное общество разорилось и перестало существовать.

## Семья
У Фридриха Меринга было три сына и две дочери.
- Один из сыновей — Михаил Фридрихович Меринг — окончил Киевский университет и занимался астрономией, стал директором частного банка, однако после смерти отца увлекся рискованными коммерческими проектами и разорился.
- Ещё один сын — Сергей Фридрихович Меринг (1862—1920) — был предпринимателем, сахарозаводчиком; в 1918 году — министр торговли и промышленности Украинской державы. Владел имением и дворцом в селе Старая Прилука (дворец сохранился, ныне помещение школы-интерната). Несколько картин из коллекции, принадлежавшей Сергею Мерингу, хранившейся во дворце, в 1956 году были переданы в краеведческий музей г. Винницы (теперь в собрании Винницкого областного художественного музея)[4]; среди них — портрет Фридриха Меринга работы Николая Ге.

## Интересные факты
- При лечении Меринг тщательно учитывал все особенности самочувствия пациентов. Однажды его вызвали в Одессу, где серьезно заболел генерал-губернатор граф Павел Коцебу. Коцебу с немецкой пунктуальностью привык соблюдать режим дня. В частности, он каждый день в строго определенное время садился с женой в прогулочный экипаж и в течение часа катался по городу. Поставив диагноз, Меринг прописал генерал-губернатору необходимые лекарства, но отметил, что катание в коляске до выздоровления графа может ему повредить. Однако опытный врач знал, насколько полезно для состояния пожилого пациента неуклонное соблюдение режима дня. Поэтому в течение нескольких дней по рекомендации профессора Меринга во дворе особняка генерал-губернатора ставили коляску, запряженную лошадьми. Коцебу выходил с женой из дома, усаживался в коляску и проводил в ней положенный час, не трогаясь с места. Своеобразное лечение принесло плоды, — граф выздоровел и дожил до глубокой старости.
- Любопытное воспоминание об источниках богатства Меринга оставил в своих мемуарах знавший его Сергей Витте:

…Составил он себе состояние не столько платою за лечение и консилиумы, сколько иным путём, а именно: он всю еврейскую бедноту лечил даром; никогда не брал с них денег; никогда не отказывал этим бедным евреям, и, если были тяжело больные, то ездил лечить их, в их бедные еврейские лачуги. Вследствие этого Меринг приобрел громадную популярность между низшим классом евреев, и для того, чтобы его отблагодарить, — евреи постоянно указывали ему различные дела, покупку различных домов, имений и пр., которые, по их мнению, давали основание предполагать, что они могут быть перепроданы на выгодных условиях. И вот Меринг, руководствуясь советами этих евреев, которых он знал множество благодаря своей обширнейшей бесплатной практике, постоянно покупал и продавал различные имения, и вообще недвижимости. И в сущности состояние он нажил именно на этих операциях.